# Deneb IV
Deneb IV is een fictieve planeet uit het Star Trek-universum. Het is de thuisplaneet van de Bandi.

## Deneb IV
Deneb IV is een M-klasse-planeet in het Deneb-sterrenstelsel, dat zich in het sterrenbeeld Cygnus (Zwaan) bevindt. Op de planeet staat Farpoint Station, een ruimtehaven. Dit is het tweede gebouw met die naam. Het eerste bleek na het allereerste onderzoek van de bemanning van de USS Enterprise NCC-1701-D van een buitenaards wezen te zijn gemaakt dat van vorm kon veranderen. Het wezen werd gevangen gehouden door de Bandi. Nadat het ruimtewezen was vrijgelaten, werd een tweede station gebouwd, maar nu met conventionele middelen. Het is de laatste jaren uitgegroeid tot een populaire aanlegplaats voor handelaars en reizigers.
Deneb IV heeft een heldere en volkomen wolkloze dampkring, waardoor de planeet zeer in trek is bij astronomie studenten. Reproducties en foto's van de sterrenhemel boven Deneb IV zijn overal in de Federatie te vinden.

## Deneb II en V
Ook de tweede en vijfde planeet van het Deneb sterrenstelsel zijn bewoond: op Deneb II werden in de 23e eeuw door het moordzuchtige energiewezen Kesla verschillende vrouwen vermoord (TOS, aflevering "Wolf in the Fold"). Deneb V is de thuiswereld van de Denebianen (TOS, aflevering "I, Mudd"). 